# ايدك عن مراتي (فلم)
ايدك عن مراتي فيلم لبناني من إنتاج عام 1968 بطولة صباح، رشدي أباظة إخراج رضا ميسر.

## قصة الفيلم
يفقد (فهمي) ذاكرته، ويترك زوجته (ناهد) خمس سنوات في بيروت، ويصبح اسمه (عنتر) ويعيش في قبيلة ويخطط للزواج من (ليلى)، لكن فجأة يسترد ذاكرته، فيقرر السفر إلى بيروت والعودة إلى زوجته ناهد، لكنه يجدها تزوجت من (عباس) وفي طريقهما لقضاء شهر العسل، فيصمم على مواجهتها ويتصاعد الموقف.

## فريق التمثيل
| - صباح:ناهد - رشدي أباظة:فهمي / عنتر - سميرة بارودي:ليلى - إبراهيم خان:عباس - نادية جمال:رقصة العرس- ضيفة شرف | - محمد الدكش: موظف الفندق - نعيمة اسكندراني: أم ناهد - سليم حانا: مصور - شفيق حسن: الشيخ حسن - ليلى نصر | - قطقوطة: الراقصة - روبي بريدي - حسن بنات - سمير الغصيني - فوزي الكيالي:مصور |

## فريق العمل
| - نزيه العكرمي:مؤلف - أحمد الملا:حوار - رضا ميسر:سيناريو - ميشال طعمه:كلمات أغنية "إيدك عني" - فوزي المغربي:كلمات أغنية "شندق ليله" - رضا ميسر:مخرج - وئام الصعيدي:مخرج مساعد | - إبراهيم العريس:مخرج سكريبت - سمير الغصيني:كلاكيت - إبراهيم شامات:مدير التصوير - روبير سعد:مصور - ميشال زغبي:مساعد مصور - علي رعد:مساعد مصور - نزيه العكرمي:منتج | - وئام الصعيدي:مدير الإنتاج - محمد السيد:مساعد منتج - سامي قدوحة:مساعد منتج - ستانلي خوري:مهندس الصوت - شبلي سمعان:مسجل الصوت - جو صباغ:ماكيير - جيرمين صباغ:مساعد ماكيير | - سهيل عرفة:لحن أغنية "شندق ليله" - إلياس الرحباني:لحن أغنية "إيدك عني" - L.T.C باريس:الطبع والتحميض - ميشال تامر:مونتير - كرم إخوان:مصور فوتوغرافيا - أفلام تحسين القوادري:موزع |

## روابط خارجية
- مقالات تستعمل روابط فنية بلا صلة مع ويكي بيانات